# Air Kokshetau
Air Kokshetau (Aircompany Kokshetau JSC, también conocida como Kokshetau Airlines) fue una aerolínea con base en Kokshetau, Kazajistán. Comenzó a operar en 2002 y en marzo de 2007 tenía 238 empleados. Su base de operaciones principal fue el Aeropuerto de Kokshetau. Dejó de funcionar en 2008.

## Destinos
La aerolínea operaba vuelos regulares desde Kokshetau a Almaty y Petropavl utilizando aviones Yakovlev Yak-40.

## Prohibida en la UE
Air Kokshetau estaba incluida en la lista de aerolíneas que tienen prohibido volar dentro de la Unión Europea.

## Flota
En marzo de 2009 la flota de Kokshetau Airlines incluía:
- 2 × Ilyushin Il-62M
- 5 × Yakovlev Yak-40

### Aviones anteriormente operados
En octubre de 2004 la aerolínea adquirió un Airbus A310 anteriormente operado por Air Kazakhstan.